# 蒙珀扎 (洛特-加龙省)
蒙珀扎（法語：Montpezat，法語發音：[mɔ̃pəza]）是法国洛特-加龙省的一个市镇，位于该省中部，属于阿让区。

## 地理
蒙珀扎（44°20'48"N, 0°31'26"E）面积24.19 平方千米，位于法国新阿基坦大区洛特-加龍省，该省份为法国西南部内陆省份，北起多爾多涅省，西接吉倫特省和朗德省，南至热尔省，东临塔恩-加龙省和洛特省。
与蒙珀扎接壤的市镇（或旧市镇、城区）包括：多尔迈拉克、洛特河畔格朗日、拉塞佩德、普赖萨斯、圣萨尔多斯、洛特河畔勒唐普勒。
蒙珀扎的时区为UTC+01:00、UTC+02:00（夏令时）。

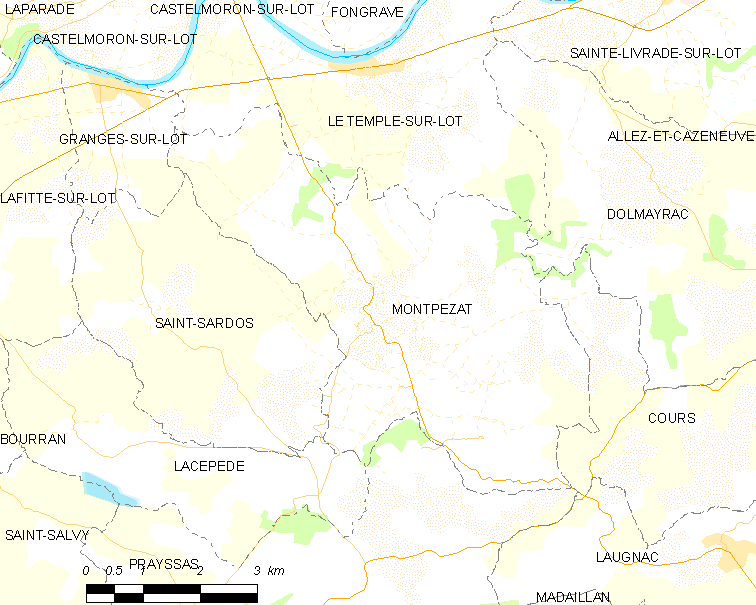
蒙珀扎的OSM定位图

## 行政
蒙珀扎的邮政编码为47360，INSEE市镇编码为47190。

## 政治
蒙珀扎所属的省级选区为汇流县。

## 交通
洛特-加龙省省道D13线和D298线在境内交汇。

## 人口

1962-2008年间蒙珀扎人口变化图示

蒙珀扎于2022年1月1日时的人口数量为562人。